# فوزي إلماس
فوزي إلماس (بالتركية: Fevzi Elmas)‏ (9 يونيو 1983 بجنق قلعة في تركيا - ) هو لاعب كرة قدم تركي في مركز حراسة المرمى. شارك مع منتخب تركيا تحت 17 سنة لكرة القدم ومنتخب تركيا تحت 19 سنة لكرة القدم ومنتخب تركيا تحت 20 سنة لكرة القدم ومنتخب تركيا تحت 21 سنة لكرة القدم. أما مع النوادي، فقد لعب مع أضنة دمير سبور وأنطاليا سبور وأوردو سبور وشانلي أورفا سبور وغلطة سراي وصقارية سبور ‏ وÇanakkale Dardanelspor ‏.

## روابط خارجية
- فوزي إلماس على موقع اتحاد تركيا (لاعب) (الإنجليزية)
- فوزي إلماس على موقع قاعدة بيانات كرة القدم.إي يو (الإنجليزية)
- فوزي إلماس على موقع عالم كرة القدم.نت (الإنجليزية)